# Beorn
Beorn es un personaje ficticio de la novela El hobbit, del escritor británico J. R. R. Tolkien. Se trata de un hombre de forma cambiante (o, literalmente, "cambia pieles"), que podía tomar la apariencia de un gran oso negro. Además de la capacidad de transformarse a su antojo en oso, Beorn también tenía la habilidad de hablar con los animales. Era el capitán de los Beórnidas, y único representante de esa raza que aparece en las novelas del legendarium de Tolkien.

## Descripción
Tolkien describe a Beorn en El hobbit como un hombre de anchos hombros, e inmenso tamaño y fuerza, que retenía en su forma de oso. Tenía cabellos castaños, y una espesa y larga barba morena. Odiaba a muerte a los Trasgos  y Huargos y en general desconfiaba de todos los extraños, mas tenía buen corazón.

## Historia
Beorn vivía en un robledal entre el Bosque Negro y las Montañas Nubladas, cerca de La Carroca, en una casa grande de madera. Criaba ganado, caballos y abejas; y se alimentaba de crema de la miel de sus colmenas. Gandalf consiguió que recibiera a los enanos y a Bilbo, a pesar de su desconfianza hacia los desconocidos, tras ser salvados por las águilas de las fauces de los Huargos al salir por la puerta este de las Montañas Nubladas. Les dio cobijo en su casa, y también armas y víveres.
Más tarde jugó un importante papel en la victoria de la Batalla de los Cinco Ejércitos: Beorn apareció en forma de un enorme oso furioso y rescató a Thorin, herido de muerte, y mató a Bolgo arrojándolo al suelo y  aplastándolo. Cuando acabó la batalla, Gandalf y Bilbo pasaron un tiempo en su casa antes de volver a la Comarca.
Llegó a gobernar una extensa zona entre las Montañas Nubladas y el Bosque Negro. Solo tuvo un hijo: Grimbeorn. Sus descendientes, como el resto de los beórnidas, mantuvieron la capacidad de metamorfosearse en osos.